# Lukojanow
Lukojanow (russisch Лукоянов) ist eine Stadt in der Oblast Nischni Nowgorod (Russland) mit 14.951 Einwohnern (Stand 14. Oktober 2010).

## Geografie
Die Stadt liegt etwa 170 km südöstlich der Oblasthauptstadt Nischni Nowgorod an der Tjoscha, einem rechten Nebenfluss der in die Wolga mündenden Oka.
Lukojanow ist Verwaltungszentrum des gleichnamigen Rajons.

## Geschichte
Der Ort wurde im 16. Jahrhundert von einem gewissen Iwaschka Lukojanow gegründet, der hier eine Mühle errichtete, und nach ihm benannt.
Ab der Mitte des 17. Jahrhunderts gehörte das Dorf dem russischen Zarenhof.
Am 5. September 1779 erhielt der Ort das Stadtrecht als Verwaltungszentrum eines Kreises (Ujesds). Am 1816 wurde die Stadt durch einen Brand erheblich zerstört.

### Bevölkerungsentwicklung
| Jahr | Einwohner |
| ---- | --------- |
| 1897 | 2.117     |
| 1939 | 5.488     |
| 1959 | 6.983     |
| 1970 | 10.194    |
| 1979 | 11.429    |
| 1989 | 12.276    |
| 2002 | 12.856    |
| 2010 | 14.951    |

Anmerkung: Volkszählungsdaten (1939 gerundet)

## Kultur und Sehenswürdigkeiten
Die Stadt besitzt ein Heimatmuseum im Holzhaus der Familie Blochin aus dem 19. Jahrhundert.

## Wirtschaft und Infrastruktur
In Lukojanow gibt es Betriebe des Maschinenbaus sowie der Bau- und Baumaterialienwirtschaft (z. B. feuerfeste Werkstoffe).
Die Stadt liegt an der 1903 eröffneten Eisenbahnstrecke Rusajewka–Arsamas–Nischni Nowgorod. Durch Lukojanow führt auch die Fernstraße 1R 158 Nischni Nowgorod–Arsamas–Saransk.

## Persönlichkeiten
- Nikolai Urwanzew (1893–1985), Geologe und Polarforscher, geboren in Lukojanow